# Zekiye Sultan
Zekiye Sultan (turco ottomano: زکیه سلطان, lett. "innocenta" o "incontaminata"; Istanbul, 12 gennaio 1872 – Pau, 13 luglio 1950) è stata una principessa ottomana, figlia del sultano Abdülhamid II e della consorte Bedrifelek Kadın.

## Origini
Zekiye Sultan nacque il 12 gennaio 1972 a Istanbul, nel Palazzo Dolmabahçe. Suo padre era il futuro sultano ottomano Abdülhamid II e sua madre la consorte Bedrifelek Kadın. Aveva un fratello maggiore, Şehzade Mehmed Selim, e un fratello minore, Şehzade Ahmed Nuri. Mentre suo padre aveva un rapporto complicato con suo fratello maggiore e sua madre, Zekiye fu sempre fra le sue figlie preferite, insieme alle sorellastre Naime Sultan e Ayşe Sultan.
Nel 1976 Abdülhamid II salì al trono, dopo aver deposto il suo fratellastro Murad V, e l'anno dopo decise di spostare la sede imperiale da Palazzo Dolmabahçe a Palazzo Yıldız. Zekiye e i suoi fratelli si trasferirono quindi nel nuovo Palazzo.
Zekiye venne istruita al Padiglione Ihlamur, insieme a suo fratello Şehzade Mehmed Selim e ai suoi cugini Şehzade Mehmed Şevket, Şehzade Mehmed Seyfeddin e Esma Sultan, figli del defunto sultano Abdülaziz. Studiò il Corano, la geografia, la lingua turco e la musica; leggeva inoltre libri in inglese e in francese. I suoi insegnanti di musica furono l'italiano Lombardi Bey e, dopo il matrimonio, la francese Madame Avisnad Bavis, che la istruirono sia nella musica ottomana che in quella europea.

## Matrimonio
Nel 1887 Zekiye Sultan venne promessa in sposa a Ali Nureddin Pasha, figlio maggiore di Gazi Osman Pasha e Zatıgül Hanım, una donna che aveva fatto parte della corte del sultano Abdülaziz. Nello stesso periodo, la sua sorellastra Naime Sultan venne promessa a Mehmed Kemaleddin Paşah, fratello minore del suo fidanzato.
Il contratto di matrimonio venne firmato il 15 marzo 1889 a Palazzo Yıldız. Zekiye Sultan era rappresentata da Mehmed Yavar Agha e il testimone era Mehmed Cevher Agha, mentre Ali Nureddin era rappresentato dal Gran Visir Mehmed Kamil Pascià. La cerimonia e le celebrazioni si tennero invece il 20 aprile, insieme a quelle per le nozze di Esma Sultan, Saliha Sultan e Nazime Sultan, figlie di Abdülaziz.
Inizialmente a Zekiye fu assegnata come residenza il Palazzo Ortaköy, ma quando anche sua sorella Naime Sultan si sposò vennero loro assegnati due palazzi gemelli sul lungomare, vicini a quello di Hatice Sultan, loro cugina e figlia del deposto sultano Murad V.
La coppia ebbe insieme due figlie, di cui una morta a circa tre anni.
Tuttavia, il matrimonio non fu felice. Zekiye scoprì le prove che suo marito la tradiva con una giovane greca. Tradire una principessa ottomana rappresentava una grave colpa e Abdülhamid II offrì alla figlia di sciogliere il suo matrimonio ed esiliare suo marito, ma Zekiye rifiutò. Dopo un po', la greca morì in circostanze poco chiare. Ironicamente, anche sua sorella Naime Sultan venne tradita dal marito, che ebbe una relazione con la loro cugina, la principessa Hatice Sultan.
Zekiye era un'amante della musica. Suonava spesso il pianoforte e ospitava serate musicali. Si fece anche la fama di principessa devota e caritatevole: durante il Ramadan, procedeva a sfamare i poveri, distribuiva donazioni a enti benefici, promuoveva campagne di beneficenza e non mancava mai di fare la carità a chi bussava al suo palazzo.

## Esilio
Nel 1924 la dinastia ottomana venne esiliata.
Zekiye, col marito, la figlia e i nipoti, si stabilì a Pau, in Francia. Vissero in una stanza d'hotel offerta loro gratuitamente, perché il proprietario era un ammiratore del suocero di Zekiye.
Secondo Neslişah Sultan, una nipote, in quegli anni Zekiye era molto ingrassata e aveva perso i capelli. Vergognandosene, usciva poco e, se lo faceva, usava una parrucca bionda. Si dedicava a collezionare miniature di animali e fiori ed era golosa di dolci.

## Morte
Zekiye Sultan morì a Pau il 13 luglio 1950. Fu sepolta nel cimitero cittadino. Suo marito la seguì due anni dopo.

## Discendenza
Dal suo matrimonio, Zekiye Sultan ebbe due figlie:
- Ulviye Şükriye Hanımsultan (1890 - febbraio 1893). Nata e morta a Palazzo Ortaköy, sepolta nel cimitero Yahya Efendi.
- Fatma Aliye Hanımsultan (1891 - 14 aprile 1972). Nata a Palazzo Ortaköy. Sposò nel 1911 Mehmed Muhsin Bey, della potente famiglia Yeğen d'Egitto. Da lui ebbe due figli:
  - Osman Hayder Bey (5 settembre 1912 - ?)
  - Salih Zeki Bey (4 settembre 1921 - ?). Ebbe una figlia e un figlio: 
    - Fatma Yasemin Yeğen (n.18 settembre 1973)
    - Muhsin Osman Yegen (n. 14 dicembre 1977).

## Onorificenze
Zekiye Sultan venne insignita delle seguenti onorificenze:
- Ordine della Casa di Osman
- Ordine di Mejīdiyye, ingioiellato
- Ordine della Carità, 1ª classe

## Cultura popolare
- Nella serie TV del 2017 Payitaht: Abdülhamid, Zekiye Sultan è interpretato dall'attrice turca Tuğçe Kumral.